# 康傑非鯽
康傑非鯽，為輻鰭魚綱䲁形目麗魚科的其中一種，分布於非洲剛果河中游流域，體長可達25公分，棲息在底層水域，生活習性不明。

## 擴展閱讀
維基物種上的相關：康傑非鯽